# 庙前镇 (夏县)
庙前镇，是中华人民共和国山西省运城市夏县下辖的一个乡镇级行政单位。

## 沿革
2021年2月7日，中共中央政治局常委、国务院总理李克强在中共山西省委书记楼阳生、省长林武陪同下在运城考察，并走访了盐湖区东郭镇年货市场、夏县庙前镇吴村。

## 行政区划
庙前镇下辖以下地区：
王峪口村、付村、杨村、南上晁村、北上晁村、张郭店村、薛庄村、南吴村、中吴村、北吴村、史家村、堡尔村、上埝底村、文家庄村、桑村、陈庄村、龙卧村、庙凹村、皂庄村、虎庙村、辛元村、井沟村、通峪村、西村、南岭村、梨树坪村和下庄村。